# Monaeses austrinus
Monaeses austrinus es una especie de araña cangrejo del género Monaeses, familia Thomisidae. Fue descrita científicamente por Simon en 1910.

## Distribución
Esta especie se encuentra en África Occidental y Austral.